# Świst wydechowy
Świst wydechowy – dodatkowy dźwięk oddechowy (szmer oddechowy), ciągły, o wysokiej częstotliwości i późny, czyli powstający w fazie wydechu, powstający wskutek turbulentnego przepływu przez zwężone drogi oddechowe. Ze względu na złożoność wysłuchiwanego dźwięku może być klasyfikowany także jako mono- lub polifoniczny, a ze względu na długość dźwięku – jako krótki lub długi. Świst o bardzo wysokiej częstotliwości może być nazwany piskiem.
Świst wydechowy powstaje podczas oscylacji zwężonego oskrzela. Zwężenie może być spowodowane nagromadzeniem wydzieliny, stąd nie jest właściwe nazywanie świstów dźwiękami suchymi; obecność zwiększonej ilości wydzieliny będzie jednak raczej wywoływać furczenia. Monofoniczny charakter świstu wydechowego może wskazywać na organiczne zwężenie oskrzela. Polifoniczne świsty i furczenia wydechowe są charakterystyczne dla napadu astmy oskrzelowej; takie same zjawiska, ale rozłożone w czasie, są typowymi objawami przewlekłego zapalenia oskrzeli, przewlekłej obturacyjnej choroby płuc, po zachłyśnięciu treścią pokarmową.
Świsty wydechowe mogą występować także w przebiegu zastoinowej niewydolności serca, choć raczej rzadko, podobnie jak w zatorowości płucnej.
Specyficznym świstem wydechowym jest także świst krtaniowy (stridor) wskazujący na astmę oskrzelową jako przyczynę ostrej duszności.